# Chloroclystis tumefacta
Chloroclystis tumefacta är en fjärilsart som beskrevs av Louis Beethoven Prout 1917. Chloroclystis tumefacta ingår i släktet Chloroclystis och familjen mätare. Inga underarter finns listade i Catalogue of Life.